# Andrea Berg (Volleyballspielerin)
Andrea Berg (* 24. Januar 1981 in Nordhorn; jetzt Andrea Büring) ist eine ehemalige deutsche Volleyballspielerin.

## Karriere
Andrea Berg begann mit sieben Jahren Volleyball zu spielen. Nach einigen Jahren beim SCU Emlichheim wechselte sie 2002 zum Bundesligisten USC Münster. Dort feierte sie Erfolge wie die deutschen Meistertitel 2004 und 2005 sowie die ebenfalls 2004 und 2005 errungenen DVV-Pokalsiege. Für die deutsche Nationalmannschaft bestritt die Mittelblockerin zwischen 2001 und 2006 26 Länderspiele und gewann bei der Europameisterschaft 2003 in Ankara die Bronzemedaille.
In der Saisonvorbereitung erlitt Andrea Berg im August 2008 einen Kreuzbandriss. Nach erfolgreicher Knieoperation fiel sie für die gesamte Saison 2008/09 als Spielerin und Kapitänin des USC Münster aus. Am 13. März 2010 feierte Andrea Berg ein erfolgreiches Comeback in der Bundesliga beim 3:2-Sieg des USC Münster bei Alemannia Aachen. 2013 beendete Andrea Berg nach elf Jahren beim USC Münster ihre Volleyballkarriere.

## Persönliches
Andrea Berg arbeitet als Versicherungskauffrau und ist seit 2017 mit ihrem ehemaligen Volleyballtrainer Axel Büring verheiratet, mit dem sie auch seit 2016 eine Tochter hat.